# ألبرت لي غراند
ألبرت لي غراند (بالفرنسية: Albert Le Grand)‏ هو كاتب سير القديسين ‏ ومؤرخ فرنسي، ولد في 1599 في مورلي (فرنسا) في فرنسا، وتوفي في 1641 في رين في فرنسا.